# Mourcairol
Ancienne commune de l'Hérault, la commune de Mourcairol a été supprimée en 1845. Elle a été séparée en deux communes distinctes :
- Les Aires : section C des Aires ; section D de Violès ; section E de Margals
- Villecelle, renommée Lamalou-les-Bains en 1879 : section A de Villecelle ; section B de Bardejean